# Alice Phoebe Lou
Alice Phoebe Lou (Fokváros, 1993. július 19. –) dél-afrikai énekesnő.

## Pályakép
Waldorf-iskolába járt, ahol hamar felismerték zenei tehetségét. Zongorázni tanult, közben elsajátította a gitározást is. Tizenhat éves korában, a nyári szünetben Európába, Párizsba utazott. Párizs és Amszterdam között kószált utcai előadóként. Ez a csavargó életmód kreatív ihletet nyújtott számára, megismerte utcai élet mélységeit, változatos ízeit. Miután visszatért Dél-Afrikába, befejezte tanulmányait, majd visszament Európába, Berlinbe.
Ott utcazenészként kezdte. Ma már Berlin népszerű sztárja. Felkapott énekesnő lett Európában. Oscar-díjra is jelölték már („She”, a legjobb filmbetétdal – 2018).
Mély átszellemültség, tiszta fogalmazás és eredetiség jellemzi dalait, mint minden nagy tehetség művészetét. Melódiái rendkívül igényesek, dalai soul, blues és jazz elemeket ötvöznek.
Lényéből magával ragadó energia sugárzik.
Már többször fellépett Magyarországon is.
„Megtanultam, hogy nem kell hangos rockzenekarnak lenni, hogy figyelmet kapj.”

## Lemezek
- Momentum (EP, 2014)
- Orbit (Album De 2016; Motor Music)
- Live at Grüner Salon (2014)
- Sola (EP, 2017)
- Alice Phoebe Lou (2018)
- Paper Castles (2019)
- Live at Funkhaus (Album, 2020)
- Glow (saját kiadás, 2021; CD, vinyl és digital)
- Child’s Play (Album, 2021)
- Shelter (2023)

### Live
- Live at Grüner Salon (2014, self-made CDs)
- Live at Funkhaus (self-released on vinyl on 1 May 2020, vinyl and digital)

Számára minden utca színpad, és minden figyelő szempár maga a világ.